# باتريك فورستر
باتريك فورستر (بالإنجليزية: Patrick G. Forrester)‏ (و. 1957 – م) هو رائد فضاء، ومهندس من الولايات المتحدة الأمريكية . ولد في إل باسو، تكساس .

## ريادة الفضاء
شارك في المهمات الفضائية:
- STS-105
- STS-128
- STS-117.

## التعليم
تعلم في جامعة فرجينيا، والأكاديمية العسكرية الأمريكية